# Żeglarstwo na Letnich Igrzyskach Olimpijskich 2004
Regaty żeglarskie na Letnich Igrzyskach Olimpijskich 2004 w Atenach odbywały się w dniach 14–28 sierpnia 2004 roku. Zawody odbywały się w Centrum Żeglarskim Agios Kosimas.

## Mężczyźni

### Star
| Miejsce | Zawodnicy                      | Punkty |
| ------- | ------------------------------ | ------ |
| 1       | Torben Grael Marcelo Ferreira  | 2      |
| 2       | Ross MacDonald Mike Wolfs      | 1,2    |
| 3       | Xavier Rohart Pascal Rambeau   | 4      |
| 4       | Flavio Marazzi Enrico de Maria | 0      |
| 5       | Paul Cayaro Phil Trinter       | 1      |
| 6       | Iain Percy Steve Mitchell      | 3      |
| 7       | Francesco Bruni Guido Vigna    | 5      |
| 8       | Peter Bromby Lee White         | 2      |

### Finn
| Miejsce | Zawodnik               | Punkty |
| ------- | ---------------------- | ------ |
| 1       | Ben Ainslie            | 8      |
| 2       | Rafael Trujillo        | 1      |
| 3       | Mateusz Kusznierewicz  | 3      |
| 4       | Karlo Kuret            | 1      |
| 5       | Aimilios Papathanasiou | 2,4    |
| 6       | Anthony Nossiter       | 3      |
| 7       | Sébastien Godefroid    | 6      |
| 8       | Guillaume Florent      | 6      |

### 470
| Miejsce | Zawodnicy                         | Punkty |
| ------- | --------------------------------- | ------ |
| 1       | Paul Foerster Kevin Burnham       | 1      |
| 2       | Nick Rogers Joe Glanfield         | 4      |
| 3       | Kazuto Seki Kenjiro Todoroki      | 0      |
| 4       | Johan Mollund Martin Andersson    | 4      |
| 5       | Gildas Philippe Nicolas le Berre  | 7      |
| 6       | Sven Coster Kalle Coster          | 01     |
| 7       | Alvaro Marinho Miguel Nunes       | 03     |
| 8       | Alexandre Paradeda Bernardo Arndt | 04     |

### Windsurfing
| Miejsce | Zawodnik               | Punkty |
| ------- | ---------------------- | ------ |
| 1       | Gal Fridman            | 2      |
| 2       | Nikolaos Kaklamanakis  | 2      |
| 3       | Nick Dempsey           | 3      |
| 4       | Ricardo Santos         | 4      |
| 5       | Przemysław Miarczyński | 3      |
| 6       | João Rodrigues         | 8      |
| 7       | Zhou Yuanguo           | 4      |
| 8       | Lars Kleppich          | 4      |

### Laser
| Miejsce | Zawodnik         | Punkty |
| ------- | ---------------- | ------ |
| 1       | Robert Scheidt   | 5      |
| 2       | Andreas Geritzer | 8      |
| 3       | Vasilij Žbogar   | 6      |
| 4       | Paul Goodison    | 1      |
| 5       | Gustavo Lima     | 8      |
| 6       | Karl Suneson     | 04     |
| 7       | Hamish Pepper    | 08,3   |
| 8       | Mark Mendelblatt | 11     |

### 49er
| Miejsce | Zawodnicy                       | Punkty |
| ------- | ------------------------------- | ------ |
| 1       | Iker Martinez Xavier Fernandez  | 7      |
| 2       | Rodion Łuka Heorhij Łeonczuk    | 2      |
| 3       | Chris Draper Simon Hiscocks     | 7      |
| 4       | Christoffer Sundby Frode Bovim  | 8      |
| 5       | Tim Wadlow Pete Spaulding       | 2      |
| 6       | André Fonseca Rodrigo Duarte    | 04     |
| 7       | Chris Nicholson Gary Boyd       | 05     |
| 8       | Thomas Johanson Jukka Piirainen | 11     |

### Tornado
| Miejsce | Zawodnicy                          | Punkty |
| ------- | ---------------------------------- | ------ |
| 1       | Roman Hagara Hans-Peter Steinacher | 4      |
| 2       | John Lovell Charlie Ogeltree       | 5      |
| 3       | Santiago Lange Carlos Espinola     | 4      |
| 4       | Olivier Backes Laurent Voiron      | 7      |
| 5       | Mitch Booth Herbert Dercksen       | 1      |
| 6       | Darren Bundock John Forbes         | 2      |
| 7       | Enrique Figueroa Jorge Hernandez   | 2      |
| 8       | Fernando Echávarri Anton Paz       | 4,8    |

## Kobiety

### Europa
| Miejsce | Zawodniczka    | Punkty |
| ------- | -------------- | ------ |
| 1       | Siren Sundby   | 7      |
| 2       | Lenka Smidova  | 5      |
| 3       | Signe Livbjerg | 4      |
| 4       | Sarah Blanck   | 5      |
| 5       | Sari Multala   | 5      |
| 6       | Serena Amato   | 6      |
| 7       | Shen Xiaoying  | 8      |
| 8       | Sarah Macky    | 1      |

### 470
| Miejsce | Zawodniczka                           | Punkty |
| ------- | ------------------------------------- | ------ |
| 1       | Sofia Bekatorou Aimilia Tsoulfa       | 8      |
| 2       | Natalia via Dufresne Sandra Azon      | 2      |
| 3       | Therese Torgersson Vendela Zachrisson | 3      |
| 4       | Vesna Dekleva Klara Maucec            | 5      |
| 5       | Katie McDowell Isabelle Kinsolving    | 4      |
| 6       | Susanne Ward Michaela Meehan          | 9      |
| 7       | Christina Bassadone Katherine Hopson  | 1      |
| 8       | Vlada Ilienko Natalia Gaponowitsch    | 4      |

### Yngling
| Miejsce | Kraj            | Zawodniczki                                                    | Punkty |
| ------- | --------------- | -------------------------------------------------------------- | ------ |
| 1       | Wielka Brytania | Shirley Robertson Sarah Webb Sarah Ayton                       | 9      |
| 2       | Ukraina         | Rusłana Taran Hanna Kalinina Switłana Matewuszewa              | 0      |
| 3       | Dania           | Dorte Jensen Helle Møller Jespersen Christina Borregaard-Otzen | 4      |
| 4       | Holandia        | Annelies Thies Annemieke Bes Petronella de Jong                | 6      |
| 5       | Francja         | Anne le Helley Elodie Lesaffre Marion Deplanque                | 7      |
| 6       | Niemcy          | Kristin Wagner Anna Höll Veronika Lochbrunner                  | 6      |
| 7       | Nowa Zelandia   | Sharon Ferris Joanna White Kylie Jameson                       | 7      |
| 8       | Rosja           | Jekaterina Skudina Tatjana Larzewa Diana Kruzkich              | 9      |

### Windsurfing
| Miejsce | Zawodniczka        | Punkty |
| ------- | ------------------ | ------ |
| 1       | Faustine Merret    | 1      |
| 2       | Yin Jian           | 3      |
| 3       | Alessandra Sensini | 4      |
| 4       | Lee Lai Shan       | 2      |
| 5       | Barbara Kendall    | 8      |
| 6       | Jessica Crisp      | 4      |
| 7       | Amelie Lux         | 7      |
| 8       | Blanca Manchon     | 5      |